# Canis lupus ligoni
Il lupo dell'arcipelago Alexander (Canis lupus ligoni), detto anche lupo delle isole, è una sottospecie nordamericana di lupo grigio, diffusa nell'arcipelago Alessandro, nell'Alaska sud-orientale.

## Tassomonia
Dal 2005, la Mammal Species of the World lo riconosce come sottospecie valida. I primi tassonomisti furono in grado di classificarlo come sottospecie distinta grazie alle caratteristiche craniche uniche. Più di recente, si è ipotizzato che discenda da un'altra sottospecie di lupo, il lupo delle Grandi Pianure.

## Fisiologia

### Descrizione

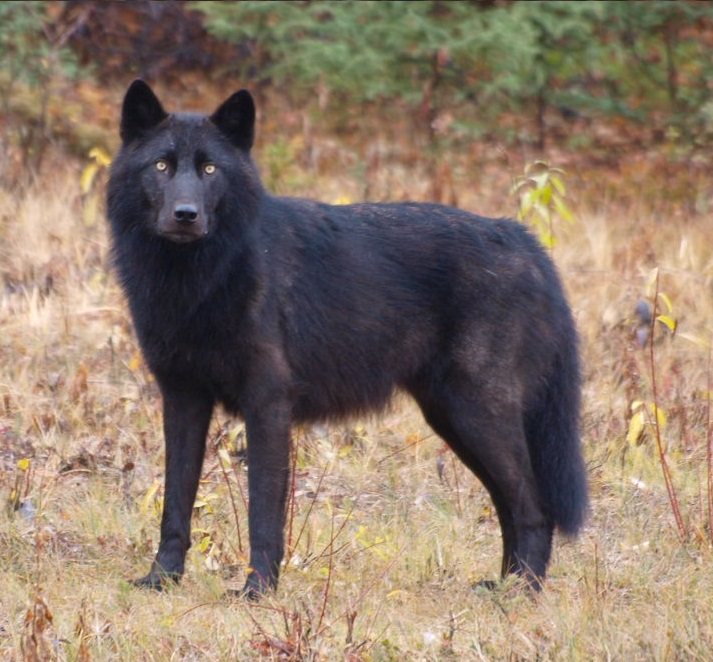
Lupo della costa della Columbia Britannica

Più piccolo delle altre sottospecie, il lupo dell'arcipelago Alexander pesa in media 14-23 kg, è lungo 1,1 m e alto 61 cm. La pelliccia è solitamente di colore grigio scuro, anche se in realtà varia nei diversi esemplari: in alcune isole prevalgono i lupi neri, in altre quelli bianchi, e in altre gli esemplari color cannella..
Sull'isola di Vancouver, sono di colore variabile dal nero-grigiastro al bianco.
Nella Columbia Britannica, la loro lunghezza media si aggira attorno ai 150 cm totali, con i maschi che possono anche raggiungere i 36 kg.

### Abitudini alimentari
La preda preferita del lupo dell'arcipelago Alexander è il cervo dalla coda nera, che costituisce fino al 90% della sua dieta. La seconda specie più cacciata è il castoro americano, che rappresenta meno del 10% della sua dieta.
I lupi divorano in media 26 cervi all'anno. Una predilezione così spiccata per una specifica specie è una peculiarità del lupo dell'arcipelago Alexander, dato che le altre sottospecie sono molto più generaliste. Oltre ai cervi e, ogni tanto, ai castori, alle capre delle nevi e ai piccoli mammiferi, il lupo dell'arcipelago Alexander divora grandi quantità di salmone, che costituisce fino al 10-25% della dieta del carnivoro. Il pesce garantisce a questo lupo una delle più basse mortalità infantili fra tutte le sottospecie lupine (sopravvive infatti fino al 90% dei cuccioli).
Le fonti di cibo principali del lupo a Vancouver sono il cervo dalla coda nera columbiano e il wapiti di Roosevelt.

## Comportamento
È una sottospecie molto socievole e vive in branchi composti da 5 a 35 esemplari. È molto timido e viene avvistato raramente. I lupi della zona della riserva del parco nazionale di Pacific Rim sono noti per attaccare e uccidere cani sciolti.

## Areale

### Popolazione

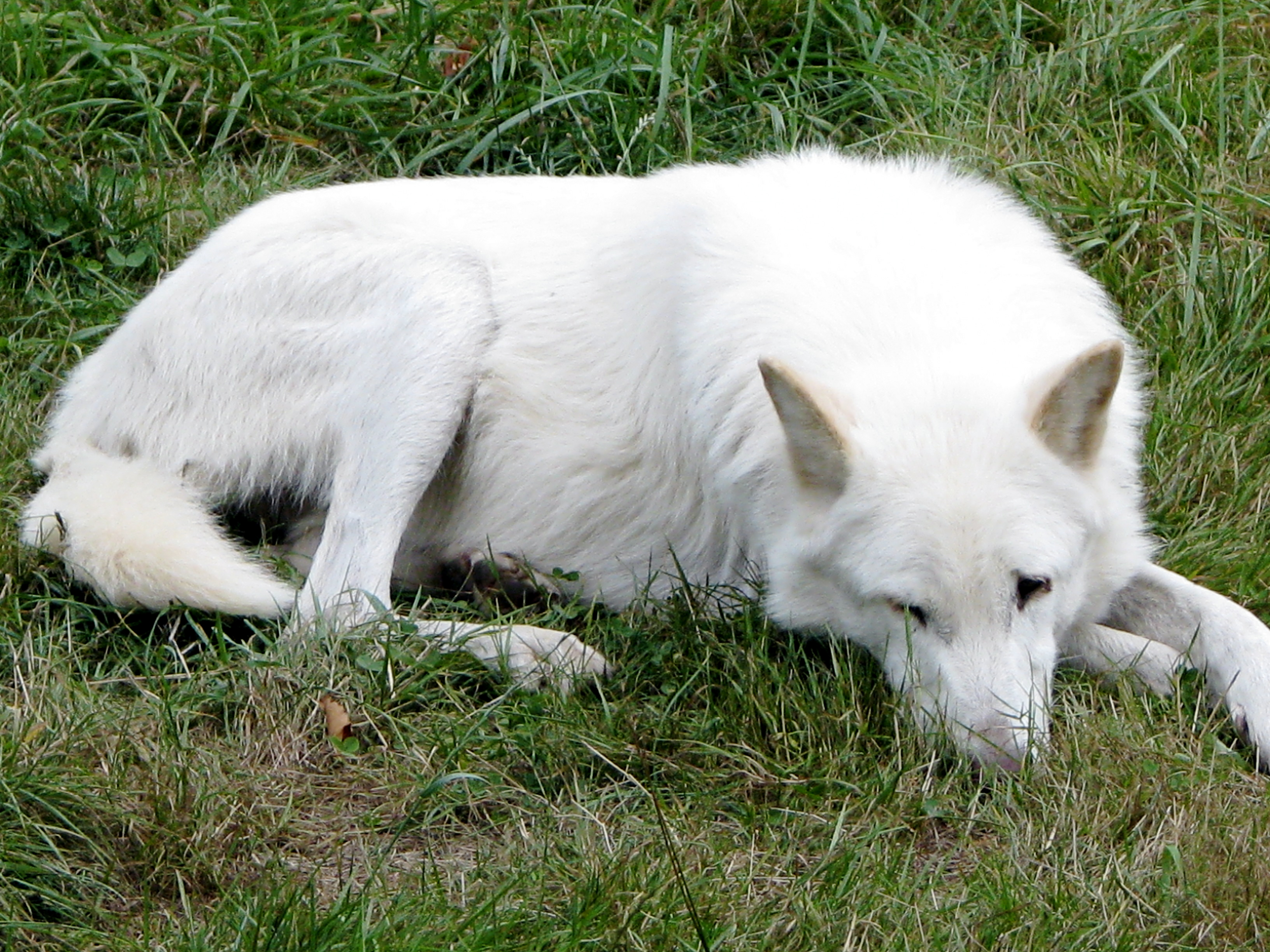
Lupo dell'isola ďi Vancouver

La popolazione di lupi dell'arcipelago Alexander non è stata mai censita prima degli anni '90. Nel 1994 , una stima indicò che essi erano circa 1.100, con 300-350 esemplari presenti sull'isola del Principe del Galles.
Tuttavia, uno studio del 2010 condotto dal Dipartimento per la Caccia e la Pesca dell'Alaska constatò che in quell'isola erano presenti solo 150 lupi.
Nel 2000, la stima della popolazione nella costa della Columbia Britannica fu di meno di 500 lupi.
Sull'isola di Vancouver si trovano tra i 180 e i 350 lupi secondo delle stime del 2020 anche se una stima del 2019, proponeva che ce ne fossero 250.
Nell'Alaska sudorientale, la popolazione di lupi è stimata attorno ai 1,200 esemplari.

### Riproduzione
I cuccioli nascono solitamente durante le ultime due settimane d'aprile. Le femmine cominciano a cercare una posizione per la tana quattro o cinque settimane prima del parto: essa è collocata generalmente fra le radici degli alberi, tra le fessure delle rocce, nelle logge dei castelli abbandonati, all'interno di caverne o in tane precedentemente scavate da altri animali e poi riadattate dalla lupa stessa.

## Storia
Nel 1993, una petizione lanciata per dichiarare il lupo dell'arcipelago Alexander come specie a rischio venne rilasciata presso lo U.S. Fish and Wildlife Service, ma nel 1997 venne rifiutata poiché non aveva raggiunto la giusta quotazione. Una seconda petizione venne rilasciata nel 2011; questa volta conteneva precisi dati scientifici e raccoglieva le informazioni ricavate durante gli anni di studio successivi. Nel 2014 l'agenzia ha dichiarato che la valutazione della sottospecie come in pericolo potrebbe essere giustificata e ha preparato un piano (tuttora in fase di svolgimento) per constatare lo status di conservazione del lupo.